# 大叶红河鹅掌柴
大叶红河鹅掌柴（学名：Schefflera hoi var. macrophylla）是五加科鹅掌柴属红河鹅掌柴的变种。分布于中国大陆的云南等地，常生长在山谷常绿阔叶林中，目前尚未由人工引种栽培。